# Copa Suzuki AFF 2020
El Campeonato de fútbol de la ASEAN 2020 (oficialmente Copa Suzuki AFF 2020 por motivos de patrocinio) fue la decimotercera edición del torneo de selecciones nacionales pertenecientes a la Federación de fútbol de la ASEAN, organismo afiliado a la Confederación Asiática de Fútbol (AFC).
Estaba programado originalmente para celebrarse del 23 de noviembre al 31 de diciembre de 2020. Sin embargo, el torneo fue pospuesto y reprogramado dos veces debido a la Pandemia de COVID-19; Primero para realizarse del 11 de abril al 8 de mayo de 2021, y finalmente del 5 de diciembre de 2021 al 1 de enero de 2022.

## Sistema de competición
La Copa AFF Suzuki 2020 se llevó a cabo en un lugar centralizado debido a la Pandemia de COVID-19 en el sudeste asiático. 
El 28 de septiembre de 2021, se anunció que la ciudad-estado de Singapur albergaría el torneo. Camboya, Indonesia, Tailandia y Vietnam también expresaron interés en albergar la competencia.
El formato de la Copa Suzuki AFF 2020 fue el mismo que el adoptado desde la edición 2018. En la fase de grupos, diez equipos se dividieron en dos grupos de cinco selecciones cada uno, para jugar en sistema de todos contra todos a una sola rueda. Los dos mejores equipos de cada grupo avanzaron a las semifinales, las cuales se disputaron a partidos de ida y vuelta, en donde los ganadores de estas jugaron la final del torneo bajo el mismo formato para definir al campeón. En caso de empate en los 90 minutos reglamentarios, se jugó una prórroga compuesta por 2 tiempos de 15 minutos cada uno. Si después de estos periodos los equipos siguieran igualados en el marcador, se ejecutaron tiros penales hasta obtener al ganador. 
Se permitieron hasta cinco sustituciones según la recomendación de la FIFA.

## Sedes
| Bandera de Singapur                                                 | Bandera de Singapur | Bandera de Singapur |
| ------------------------------------------------------------------- | ------------------- | ------------------- |
| Kallang Bishan Ubicación de los estadios en la Copa Suzuki AFF 2020 | Kallang             | Bishan              |
| Kallang Bishan Ubicación de los estadios en la Copa Suzuki AFF 2020 | National Stadium    | Bishan Stadium      |
| Kallang Bishan Ubicación de los estadios en la Copa Suzuki AFF 2020 | Capacidad: 55,000   | Capacidad: 6,254    |
| Kallang Bishan Ubicación de los estadios en la Copa Suzuki AFF 2020 |                     |                     |

## Equipos participantes
| Equipos participantes | Equipos participantes | Equipos participantes | Equipos participantes | Equipos participantes |
| --------------------- | --------------------- | --------------------- | --------------------- | --------------------- |
| Tailandia             | Filipinas             | Birmania              | Singapur              | Timor Oriental        |
| Vietnam               | Malasia               | Indonesia             | Laos                  | Camboya               |

## Ronda clasificatoria
Brunéi y Timor Oriental disputaron la décima plaza restante para la fase final de la Copa Suzuki 2020 en un partido único. Timor Oriental acabó ganando por walkover. 
| Fecha                  | Lugar |        |                   | Resultado |                           |                |
| ---------------------- | ----- | ------ | ----------------- | --------- | ------------------------- | -------------- |
| 1 de diciembre de 2021 |       | Brunéi | Bandera de Brunéi | W. O.     | Bandera de Timor Oriental | Timor Oriental |

## Fase de grupos

### Grupo A
| Pos. | Equipo         | Pts. | PJ | G | E | P | GF | GC | Dif. | Clasificación 2021             |
| ---- | -------------- | ---- | -- | - | - | - | -- | -- | ---- | ------------------------------ |
| 1    | Tailandia      | 12   | 4  | 4 | 0 | 0 | 10 | 1  | +9   | Clasificado a las semifinales. |
| 2    | Singapur       | 9    | 4  | 3 | 0 | 1 | 7  | 3  | +4   | Clasificado a las semifinales. |
| 3    | Filipinas      | 6    | 4  | 2 | 0 | 2 | 12 | 6  | +6   |                                |
| 4    | Birmania       | 3    | 4  | 1 | 0 | 3 | 4  | 10 | −6   |                                |
| 5    | Timor Oriental | 0    | 4  | 0 | 0 | 4 | 0  | 13 | −13  |                                |

Actualizado a los partidos jugados el 18 de diciembre de 2021.
 Fuente: AFF
| 5 de diciembre de 2021 | Timor Oriental | 0–2     | Tailandia                      | National Stadium, Kallang                                 |                                                           |
| 17:30                  |                | Reporte | - Pathompol 51' - Supachok 81' | Asistencia: 2,432 espectadores Árbitro(s): Qasim Al-Hatmi | Asistencia: 2,432 espectadores Árbitro(s): Qasim Al-Hatmi |

| 5 de diciembre de 2021 | Singapur                          | 3–0     | Birmania | National Stadium, Kallang                                      |                                                                |
| 20:45                  | - Safuwan 34' - Ikhsan 39', 45+1' | Reporte |          | Asistencia: 7,588 espectadores Árbitro(s): Ahmed Faisal Al-Ali | Asistencia: 7,588 espectadores Árbitro(s): Ahmed Faisal Al-Ali |

| 8 de diciembre de 2021 | Birmania                                | 2–0     | Timor Oriental | National Stadium, Kallang                                  |                                                            |
| 17:30                  | - Than Paing 16' - Maung Maung Lwin 50' | Reporte |                | Asistencia: 970 espectadores Árbitro(s): Saoud Ali Al-Adba | Asistencia: 970 espectadores Árbitro(s): Saoud Ali Al-Adba |

| 8 de diciembre de 2021 | Filipinas  | 1–2     | Singapur                 | National Stadium, Kallang                               |                                                         |
| 20:30                  | Nazari 69' | Reporte | - Hariss 61' - Faris 63' | Asistencia: 8,922 espectadores Árbitro(s): Kim Dae-yong | Asistencia: 8,922 espectadores Árbitro(s): Kim Dae-yong |

| 11 de diciembre de 2021 | Timor Oriental | 0–7     | Filipinas                                                                                          | National Stadium, Kallang                                 |                                                           |
| 17:30                   |                | Reporte | - Steuble 21' - Nazari 31' - Guirado 35' - Reichelt 40' - Nyholm 45' - Marañón 45+1' - Ingreso 78' | Asistencia: 420 espectadores Árbitro(s): Nazmi Nasaruddin | Asistencia: 420 espectadores Árbitro(s): Nazmi Nasaruddin |

| 11 de diciembre de 2021 | Tailandia                                                  | 4–0     | Birmania | National Stadium, Kallang                                    |                                                              |
| 20:30                   | - Teerasil 23', 53' (pen.) - Worachit 78' - Supachok 90+2' | Reporte |          | Asistencia: 1,142 espectadores Árbitro(s): Shukri Al-Hunfush | Asistencia: 1,142 espectadores Árbitro(s): Shukri Al-Hunfush |

| 14 de diciembre de 2021 | Filipinas    | 1–2     | Tailandia                | National Stadium, Kallang                                 |                                                           |
| 17:30                   | Reichelt 57' | Reporte | Teerasil 26', 78' (pen.) | Asistencia: 2,559 espectadores Árbitro(s): Qasim Al-Hatmi | Asistencia: 2,559 espectadores Árbitro(s): Qasim Al-Hatmi |

| 14 de diciembre de 2021 | Singapur                  | 2–0     | Timor Oriental | National Stadium, Kallang                                     |                                                               |
| 20:30                   | - Adam S. 4' - Shakir 70' | Reporte |                | Asistencia: 8,518 espectadores Árbitro(s): Mohammed Al-Hoaish | Asistencia: 8,518 espectadores Árbitro(s): Mohammed Al-Hoaish |

| 18 de diciembre de 2021 | Tailandia                    | 2–0     | Singapur | National Stadium, Kallang                                       |                                                                 |
| 20:30                   | - Dolah 31' - Supachai 45+2' | Reporte |          | Asistencia: 9,540 espectadores Árbitro(s): Ahmad Yaqoub Ibrahim | Asistencia: 9,540 espectadores Árbitro(s): Ahmad Yaqoub Ibrahim |

| 18 de diciembre de 2021 | Birmania               | 2–3     | Filipinas             | Bishan Stadium, Bishan                                      |                                                             |
| 20:30                   | Htet Phyo Wai 74', 86' | Reporte | Marañón 16', 19', 45' | Asistencia: 215 espectadores Árbitro(s): Mohammed Al-Hoaish | Asistencia: 215 espectadores Árbitro(s): Mohammed Al-Hoaish |

### Grupo B
| Pos. | Equipo    | Pts. | PJ | G | E | P | GF | GC | Dif. | Clasificación 2021             |
| ---- | --------- | ---- | -- | - | - | - | -- | -- | ---- | ------------------------------ |
| 1    | Indonesia | 10   | 4  | 3 | 1 | 0 | 13 | 4  | +9   | Clasificado a las semifinales. |
| 2    | Vietnam   | 10   | 4  | 3 | 1 | 0 | 9  | 0  | +9   | Clasificado a las semifinales. |
| 3    | Malasia   | 6    | 4  | 2 | 0 | 2 | 8  | 8  | 0    |                                |
| 4    | Camboya   | 3    | 4  | 1 | 0 | 3 | 6  | 11 | −5   |                                |
| 5    | Laos      | 0    | 4  | 0 | 0 | 4 | 1  | 14 | −13  |                                |

Actualizado a los partidos jugados el 19 de diciembre de 2021.
 Fuente: AFF
| 6 de diciembre de 2021 | Camboya          | 1–3     | Malasia                                             | Bishan Stadium, Bishan                                     |                                                            |
| 17:30                  | Rosib 90' (pen.) | Reporte | - Safawi 23' (pen.) - Akhyar 61' - Kogileswaran 78' | Asistencia: 518 espectadores Árbitro(s): Shukri Al-Hunfush | Asistencia: 518 espectadores Árbitro(s): Shukri Al-Hunfush |

| 6 de diciembre de 2021 | Laos | 0–2     | Vietnam                                     | Bishan Stadium, Bishan                                        |                                                               |
| 20:30                  |      | Reporte | - Nguyễn Công Phượng 26' - Phan Văn Đức 55' | Asistencia: 812 espectadores Árbitro(s): Ahmad Yaqoub Ibrahim | Asistencia: 812 espectadores Árbitro(s): Ahmad Yaqoub Ibrahim |

| 9 de diciembre de 2021 | Malasia                             | 4–0     | Laos | Bishan Stadium, Bishan                                          |                                                                 |
| 17:30                  | - Safawi 7', 34', 80' - Shahrul 78' | Reporte |      | Asistencia: 427 espectadores Árbitro(s): Ammar Ebrahim Mahfoodh | Asistencia: 427 espectadores Árbitro(s): Ammar Ebrahim Mahfoodh |

| 9 de diciembre de 2021 | Indonesia                                   | 4–2     | Camboya                    | Bishan Stadium, Bishan        |                               |
| 20:30                  | - Irianto 5', 33' - Evan 17' - Rumakiek 54' | Reporte | - Safy 37' - Mony Udom 60' | Árbitro(s): Yaqoob Abdul Baki | Árbitro(s): Yaqoob Abdul Baki |

| 12 de diciembre de 2021 | Laos         | 1–5     | Indonesia                                                         | Bishan Stadium, Bishan                               |                                                      |
| 17:30                   | Kydavone 41' | Reporte | - Asnawi 23' (pen.) - Irfan 34' - Witan 56' - Ezra 77' - Evan 84' | Asistencia: 207 espectadores Árbitro(s): Kim Hee-gon | Asistencia: 207 espectadores Árbitro(s): Kim Hee-gon |

| 12 de diciembre de 2021 | Vietnam                                                                | 3–0     | Malasia | Bishan Stadium, Bishan                                       |                                                              |
| 20:30                   | - Nguyễn Quang Hải 32' - Nguyễn Công Phượng 36' - Nguyễn Hoàng Đức 89' | Reporte |         | Asistencia: 976 espectadores Árbitro(s): Ahmed Faisal Al-Ali | Asistencia: 976 espectadores Árbitro(s): Ahmed Faisal Al-Ali |

| 15 de diciembre de 2021 | Camboya                             | 3–0     | Laos | Bishan Stadium, Bishan                                  |                                                         |
| 17:30                   | - Vathanaka 31', 41' - Chanthea 74' | Reporte |      | Asistencia: 129 espectadores Árbitro(s): Ahmad A'Qashah | Asistencia: 129 espectadores Árbitro(s): Ahmad A'Qashah |

| 15 de diciembre de 2021 | Indonesia | 0–0     | Vietnam | Bishan Stadium, Bishan                                |                                                       |
| 20:30                   |           | Reporte |         | Asistencia: 928 espectadores Árbitro(s): Kim Dae-yong | Asistencia: 928 espectadores Árbitro(s): Kim Dae-yong |

| 19 de diciembre de 2021 | Vietnam                                                               | 4–0     | Camboya | Bishan Stadium, Bishan                                     |                                                            |
| 20:30                   | - Nguyễn Tiến Linh 3', 27' - Bùi Tiến Dũng 55' - Nguyễn Quang Hải 57' | Reporte |         | Asistencia: 909 espectadores Árbitro(s): Yaqoob Abdul Baki | Asistencia: 909 espectadores Árbitro(s): Yaqoob Abdul Baki |

| 19 de diciembre de 2021 | Malasia          | 1–4     | Indonesia                                  | National Stadium, Kallang                                         |                                                                   |
| 20:30                   | Kogileswaran 13' | Reporte | - Irfan 36', 43' - Arhan 50' - Baggott 82' | Asistencia: 7,082 espectadores Árbitro(s): Ammar Ebrahim Mahfoodh | Asistencia: 7,082 espectadores Árbitro(s): Ammar Ebrahim Mahfoodh |

## Fase final
|  | Semifinales | Semifinales | Semifinales | Semifinales | Semifinales |   |    | Final     | Final | Final | Final | Final |
|  |             |             |             |             |             |   |    |           |       |       |       |       |
|  | A2          | Singapur    | 1           | 2           | 3           |   |    |           |       |       |       |       |
|  | B1          | Indonesia   | 1           | 4           | 5           |   |    |           |       |       |       |       |
|  |             |             |             |             |             |   | B1 | Indonesia | 0     | 2     | 2     |       |
|  |             | A1          | Tailandia   | 4           | 2           | 6 |    |           |       |       |       |       |
|  | B2          | Vietnam     | 0           | 0           | 0           |   |    |           |       |       |       |       |
|  | A1          | Tailandia   | 2           | 0           | 2           |   |    |           |       |       |       |       |

### Semifinales
| Equipo 1 | Agr.        | Equipo 2  | Ida | Vuelta |
| -------- | ----------- | --------- | --- | ------ |
| Singapur | 3–5 (t. s.) | Indonesia | 1–1 | 2–4    |
| Vietnam  | 0–2         | Tailandia | 0–2 | 0–0    |

#### Ida
| 22 de diciembre de 2021 | Singapur   | 1–1     | Indonesia | National Stadium, Kallang                              |                                                        |
| 20:30                   | Ikhsan 70' | Reporte | Witan 28' | Asistencia: 9,952 espectadores Árbitro(s): Kim Hee-gon | Asistencia: 9,952 espectadores Árbitro(s): Kim Hee-gon |

| 23 de diciembre de 2021 | Vietnam | 0–2     | Tailandia          | National Stadium, Kallang                                    |                                                              |
| 20:30                   |         | Reporte | Chanathip 14', 23' | Asistencia: 7,355 espectadores Árbitro(s): Saoud Ali Al-Adba | Asistencia: 7,355 espectadores Árbitro(s): Saoud Ali Al-Adba |

#### Vuelta
| 25 de diciembre de 2021 | Indonesia                                               | 4–2 (t. s.)(Global 5-3) | Singapur                            | National Stadium, Kallang                                 |                                                           |
| 20:30                   | - Ezra 11' - Arhan 87' - Shawal 91' (a.g.) - Egy 105+2' | Reporte                 | - Song Ui-young 45+4' - Shahdan 74' | Asistencia: 9,982 espectadores Árbitro(s): Qasim Al-Hatmi | Asistencia: 9,982 espectadores Árbitro(s): Qasim Al-Hatmi |

| 26 de diciembre de 2021 | Tailandia | 0–0 (Global 2-0) | Vietnam | National Stadium, Kallang                                       |                                                                 |
| 20:30                   |           | Reporte          |         | Asistencia: 8,121 espectadores Árbitro(s): Ahmad Yaqoub Ibrahim | Asistencia: 8,121 espectadores Árbitro(s): Ahmad Yaqoub Ibrahim |

### Final
| Equipo 1  | Agr. | Equipo 2  | Ida | Vuelta |
| --------- | ---- | --------- | --- | ------ |
| Indonesia | 2–6  | Tailandia | 0–4 | 2–2    |

#### Ida
| 29 de diciembre de 2021 | Indonesia | 0–4     | Tailandia                                       | National Stadium, Kallang                                    |                                                              |
| 20:30                   |           | Reporte | - Chanathip 2', 52' - Supachok 67' - Bordin 83' | Asistencia: 6,290 espectadores Árbitro(s): Shukri Al-Hunfush | Asistencia: 6,290 espectadores Árbitro(s): Shukri Al-Hunfush |

#### Vuelta
| 1 de enero de 2022 | Tailandia                 | 2–2 (Global 6-2) | Indonesia               | National Stadium, Kallang                                      |                                                                |
| 20:30              | - Adisak 54' - Sarach 56' | Reporte          | - Kambuaya 7' - Egy 80' | Asistencia: 7,429 espectadores Árbitro(s): Ahmed Faisal Al-Ali | Asistencia: 7,429 espectadores Árbitro(s): Ahmed Faisal Al-Ali |

## Campeón
|                                      |
| Bandera de Tailandia                 |
| Campeón invicto Tailandia 6.º título |

## Goleadores
4 goles
- Safawi Rasid
- Bienvenido Marañón
- Chanathip Songkrasin
- Teerasil Dangda

3 goles
- Irfan Jaya
- Ikhsan Fandi
- Supachok Sarachat

2 goles
- Chan Vathanaka
- Evan Dimas
- Egy Maulana Vikri
- Ezra Walian
- Pratama Arhan
- Rachmat Irianto
- Witan Sulaeman
- Kogileswaran Raj
- Htet Phyo Wai
- Amin Nazari
- Patrick Reichelt
- Nguyễn Công Phượng
- Nguyễn Quang Hải
- Nguyễn Tiến Linh

1 gol
- Prak Mony Udom
- Sath Rosib
- Sieng Chanthea
- Yue Safy
- Asnawi Mangkualam
- Elkan Baggott
- Ramai Rumakiek
- Ricky Kambuaya
- Kydavone Souvanny
- Akhyar Rashid
- Shahrul Saad
- Maung Maung Lwin
- Than Paing
- Ángel Guirado
- Kevin Ingreso
- Jesper Nyholm
- Martin Steuble
- Adam Swandi
- Faris Ramli
- Hariss Harun
- Safuwan Baharudin
- Shahdan Sulaiman
- Shakir Hamzah
- Song Ui-young
- Adisak Kraisorn
- Bordin Phala
- Elias Dolah
- Pathompol Charoenrattanapirom
- Sarach Yooyen
- Supachai Chaided
- Worachit Kanitsribampen
- Bùi Tiến Dũng
- Nguyễn Hoàng Đức
- Phan Văn Đức

Autogol
- Shawal Anuar (ante Indonesia)

## Clasificación final
| Equipo | Equipo         | Pts | PJ | PG | PE | PP | GF | GC | Dif |
| ------ | -------------- | --- | -- | -- | -- | -- | -- | -- | --- |
| 1      | Tailandia      | 20  | 8  | 6  | 2  | 0  | 18 | 3  | +15 |
| 2      | Indonesia      | 15  | 8  | 4  | 3  | 1  | 20 | 13 | +7  |
| 3      | Vietnam        | 11  | 6  | 3  | 2  | 1  | 9  | 2  | +7  |
| 4      | Singapur       | 10  | 6  | 3  | 1  | 2  | 10 | 8  | +2  |
| 5      | Filipinas      | 6   | 4  | 2  | 0  | 2  | 12 | 6  | +6  |
| 6      | Malasia        | 6   | 4  | 2  | 0  | 2  | 8  | 8  | 0   |
| 7      | Camboya        | 3   | 4  | 1  | 0  | 3  | 6  | 11 | -5  |
| 8      | Birmania       | 3   | 4  | 1  | 0  | 3  | 4  | 10 | -6  |
| 9      | Laos           | 0   | 4  | 0  | 0  | 4  | 1  | 14 | -13 |
| 10     | Timor Oriental | 0   | 4  | 0  | 0  | 4  | 0  | 13 | -13 |

## Transmisión
| Transmisión en el Sureste de Asia     | Transmisión en el Sureste de Asia | Transmisión en el Sureste de Asia                                   | Transmisión en el Sureste de Asia | Transmisión en el Sureste de Asia |
| País                                  | Compañía                          | Canal de TV                                                         | Radio                             | Streaming                         |
| ------------------------------------- | --------------------------------- | ------------------------------------------------------------------- | --------------------------------- | --------------------------------- |
| Brunéi                                | RTB                               | RTB Aneka                                                           |                                   |                                   |
| Camboya                               | Smart Axiata                      | Hang Meas HDTV                                                      |                                   |                                   |
| Indonesia                             | MNC Media, Emtek                  | RCTI (solo partidos de Indonesia), iNews (FTA), Champions TV (Pago) |                                   | RCTI+, Vision+, Vidio             |
| Laos                                  | Next Media                        |                                                                     |                                   |                                   |
| Malasia                               | Astro, RTM                        | Astro Arena, Sukan RTM                                              |                                   |                                   |
| Birmania                              | Next Media                        |                                                                     |                                   |                                   |
| Filipinas                             | TAP DMV                           | Premier Sport (Pago)                                                |                                   | TAP Go                            |
| Singapur                              | Mediacorp                         |                                                                     |                                   | meWATCH                           |
| Tailandia                             | BBTV                              | CH7                                                                 |                                   | Bugaboo, AIS Play                 |
| Timor Oriental                        | RTTL                              | TVTL                                                                |                                   |                                   |
| Vietnam                               | VTV, Next Media                   | VTV5, VTV6                                                          | On 365 FM                         | TV360, VTVcab ON, FPT Play        |
| Transmisión fuera del Sureste de Asia |                                   |                                                                     |                                   |                                   |
| Internacional                         | YouTube                           |                                                                     |                                   |                                   |
| Hong Kong                             | Hong Kong Cable Television        |                                                                     |                                   |                                   |
| Corea del Sur                         | Seoul Broadcasting System         | SBS, SBS Sports (solo partidos de Indonesia y Vietnam)              |                                   |                                   |